# Gunnar Huseby
Gunnar Huseby (* 4. November 1923; † 1995) war ein isländischer Leichtathlet.
1944 war Gunnar Huseby mit 15,50 Meter Vierter der Weltjahresbestenliste im Kugelstoßen.
Die ersten Europameisterschaften nach dem Zweiten Weltkrieg fanden vom 22. bis zum 25. August 1946 in Oslo statt. Am 23. August wurde das Finale im Kugelstoßen ausgetragen. Gunnar Huseby gewann mit 15,56 Meter, mit 30 Zentimetern Vorsprung, während zwischen Platz 2 und 4 ganze neun Zentimeter lagen.
Vier Jahre später bei den Europameisterschaften 1950 in Brüssel gelang Gunnar Huseby am 25. August mit 16,74 Meter der weiteste Stoß seiner Karriere. Der zweitplatzierte Italiener Angiolo Profeti kam auf 15,16 Meter.
Isländische Athleten gewannen insgesamt bei Europameisterschaften drei Titel, neben den beiden Titeln von Gunnar Huseby gewann nur Torfi Bryngeirsson den Weitsprung 1950.
Gunnar Huseby verbesserte den isländischen Rekord im Kugelstoßen von 1941 bis 1950 um über zwei Meter. Ab 1945 warf er auch mehrere Rekorde im Diskuswurf bis zu seiner Bestmarke von 50,13 Meter, die er ebenfalls 1950 erreichte.
Gunnar Huseby zog sich 1951 vom Leistungssport zurück, trat aber auch später noch gelegentlich an. So erreichte er 1958 noch einmal 16,03 Meter und 1962 noch 15,75 Meter.